# Wilhelm Groener
Wilhelm Groener (ur. 22 listopada 1867 w Ludwigsburgu w Wirtembergii, zm. 3 maja 1939 w Poczdamie) – niemiecki generał, kwatermistrz generalny armii niemieckiej w latach 1918–1919. 
Jeden z nielicznych niemieckich wojskowych wysokiego szczebla o poglądach prorepublikańskich. W 1918 opowiadał się za abdykacją cesarza i zakończeniem wojny. Podjął współpracę z przejmującymi władzę w Niemczech socjaldemokratami i opowiedział się za przyjęciem postanowień traktatu wersalskiego. 
Od 19 stycznia 1928 do 30 maja 1932 minister obrony (Reichsheer) w kolejnych gabinetach Republiki Weimarskiej. W drugim gabinecie Heinricha Brüninga jednocześnie (1931–1932) minister spraw wewnętrznych. Należał do przeciwników NSDAP. Z rządu ustąpił w maju 1932.